# خانه شلوغ ۲
خانه شلوغ ۲ (به هندی: Housefull 2)یا خانه پر است ۲ فیلمی محصول سال ۲۰۱۲ و به کارگردانی ساجد خان است. در این فیلم بازیگرانی همچون آکشی کومار، جان آبراهام، ریتیش دشموک، آسین، ژاکلین فرناندز، زرین خان، شریاس تالپاده، شازن پودماسه، راندهیر کاپور، ریشی کاپور، میتون چاکرابورتی، بومان ایرانی، مالایکا آرورا خان، جانی لور، چانکی پاندی ایفای نقش کرده‌اند.